# Шок-трансмиттер
Шок-трансмиттер — гидравлическое устройство для перераспределения внезапно возникающих динамических нагрузок на строительную конструкцию, обычно для сброса (трансмиссии) шоковых механических напряжений по дополнительным контурам жёсткости. 
Используется в первую очередь для строительства сейсмически стойких конструкций. Шок-трансмиттеры существенно повышают срок службы мостов и без учета сейсмических ударов, так как они также способны смягчить усилие от экстренного торможения поездов и транспорта на мосту во время ДТП
Конструктивно устройство идентично гидравлическому амортизатору, но с уменьшенной щелью для протекания жидкости для «запирающего» эффекта при нагрузке.  Сейсмическая стойкость с помощью шок-трансмиттеров осуществляется не за счет поглощения ими сейсмической энергии, а «виртуального» создания новых перераспределений нагрузки. Фактически, мост во время сейсмического удара за счет шок-трансмиттеров на мгновение меняет систему своих несущих конструкций нужным образом. Причем в статическом виде такая конструкция может быть и неустойчивой. Это «живой» динамический конструктив нового поколения строительных технологий. Например, энергию бокового сдвига полотна можно сбросить шок-трансмиттером в нужное место опоры смонтировав его под углом. Прикрепить же такую же балку вместо шок-трансмиттера не получится, так как другие нагрузки (например, тепловые расширения) могут противоречить такому проектному решению. Шок-трансмиттер после сброса лишней энергии мгновенно «отключается» и снова плавно двигается не реагируя на медленные тепловые расширения моста.
Шок-трансмиттеры используется при строительстве Крымского моста. 